# Daladier Arismendi
Daladier Francisco Arismendi Castañeda (Bogotá, 18 de octubre de 1975-San Agustín (Huila), 3 de agosto de 2014), conocido como Dala, fue cantante y percusionista del grupo de reggae Alerta Kamarada.

## Biografía
Dala Arismendi nació en Bogotá en 1975, creció viviendo con sus padres y su abuela. Sus primeras influencias artísticas vinieron por parte de su padre, Samuel Gonzalez, que moriría cuando él tenía siete años. Su talento surgió a través de sus ilustraciones a los 10 años y posteriormente se puso a estudiar diseño gráfico en la Universidad Jorge Tadeo Lozano de Bogotá.
En 1998 decide formar el grupo musical reggae Alerta Kamarada. Durante ese año eligió vivir en la zona de La Candelaria, una zona fuertemente influenciada por la cultura  Rastafari y sus principios de paz y amor. En 2009, se separó de Alerta y decidió fijar su residencia en San Agustín, ubicado en el Departamento de Huila. Francisco inició una nueva vida dedicada a la tierra y a la naturaleza. En 2011, lanzó su primer CD como solista, "San Agusthink" con 8 canciones, tres de las cuales estaban dedicadas a su país y las otras centradas en el amor y en la crítica a la opresión.

## Muerte
El 3 de agosto de 2014, Dala fue encontrado muerto en su cabaña, ubicada en Maloca. Murió de dos heridas en la cabeza infligidas por un arma afilada y con la cara completamente desfigurada. Según el atestado policial, dos personas entraron en su vivienda para cometer un atraco a la una de la madrugada. Arismendi los sorprendió e intentó detenerlos. Al tener agarrado del cuello a uno de ellos, el otro le atacó por la espalda con un palo. El 9 de septiembre se detuvieron en el barrio de Siloé a los presuntos homicidas: los hermanos Jorge Enrique, Héctor Fabio y Argemiro Samboní Santacruz. Pero, posteriormente, a la familia de Arismendi se les comunicó que dos de ellos habían sido liberados y tan solo uno permanecía en la cárcel al haber confesado el asesinato.

## Discografía
- En lo profundo (EP). Natarajah, 2003[5]
- Alerta. Natarajah, 2004[6]
- Somos uno. Sum Records, 2006; Universal Music, 2007[7]
- San Agusthink 2011 - 2012